# Nikolaï Voronine
Pour les articles homonymes, voir Voronine.
Nikolaï Nikolaievitch Voronine (en russe : Никола́й Никола́евич Воро́нин) est un archéologue russe, soviétique, un des plus grands spécialistes de l'architecture russe ancienne né le 30 novembre 1904 (13 décembre dans le calendrier grégorien) à Vladimir en Russie et mort le 4 avril 1976 (17 avril dans le calendrier grégorien) à Moscou en RSFSR.

## Biographie
Après ses études au lycée de Vladimir il entre à l'Université d'État de Saint-Pétersbourg (1923—1926).

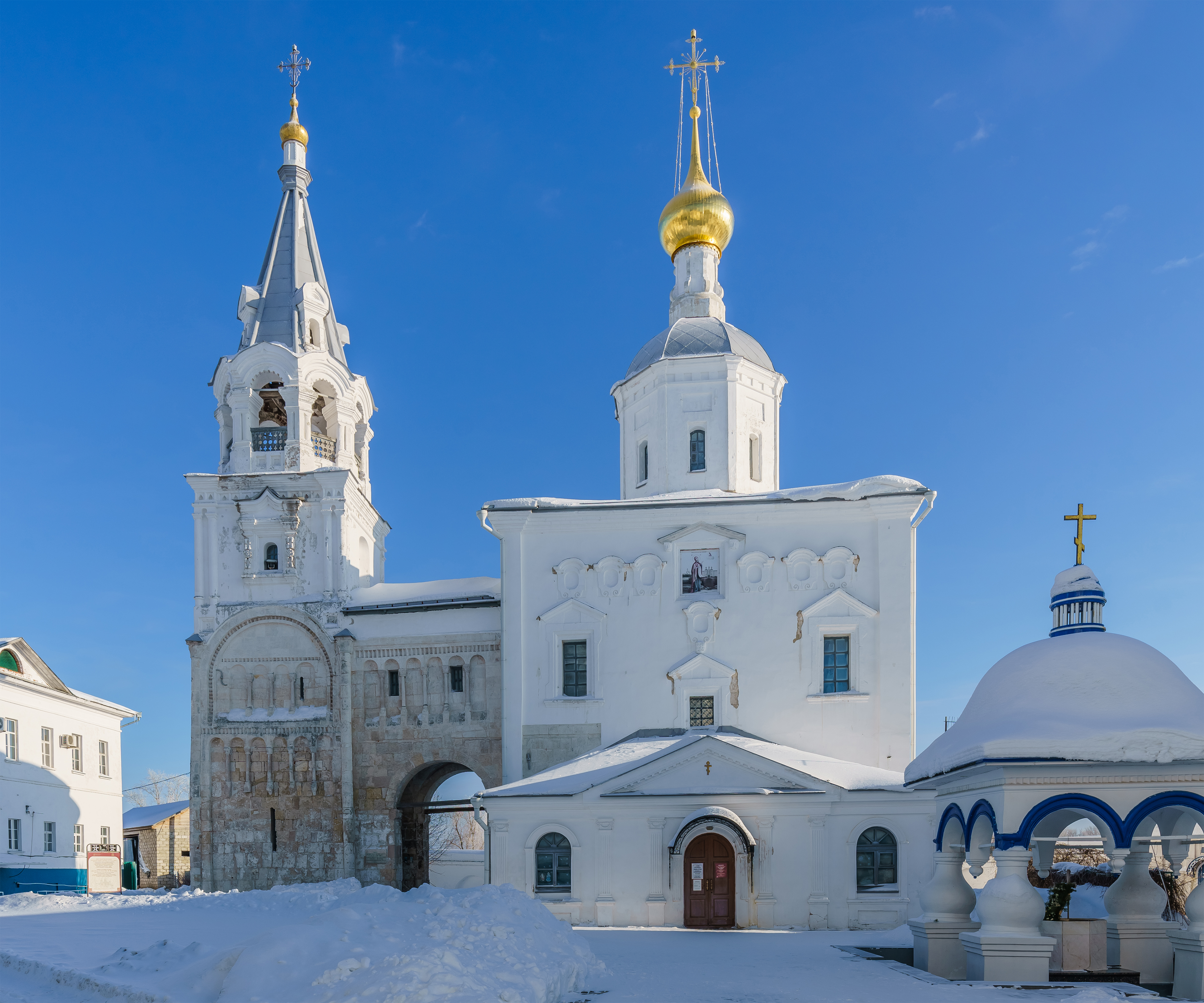
Château de Bogolioubovo

Il travaille ensuite à l'Institut d'archéologie de l'académie des sciences de Russie. Il mène des campagnes de fouilles au Château de Bogolioubovo à Vladimir, Pereslavl-Zalesski, Rostov Veliki, Souzdal, Grodno, Iaroslavl. À Bogolioubovo en particulier, il a étudié le complexe du Château de Bogolioubovo qui date du XIIe siècle et réalisé des fouilles. En 1934 il publie « Essais sur l'histoire de l'architecture russe du XVIe siècle—XVIIe siècle ss. », puis en 1945 « Monuments de Vladimir et Souzdal des XIe siècle—XIIIe siècle » Il est docteur en science historique et professeur depuis 1945.
Il est l'auteur de livres de vulgarisation sur Vladimir, Bogolioubovo, Souzdal, Iouriev-Polski (1958), qui ont été réédités à plusieurs reprises et pour la première fois aux Éditions du Progrès en 1971 en langue anglaise.
Il est enterré à Vladimir.

## Liens
- Работы Н. Н. Воронина в электронной научной библиотеке «РусАрх» ( Travaux de Voronine)
- Холмогоров, Егор Станиславович|Холмогоров Е. С. Воскрешение Андрея Боголюбского (Résurrection d'André Bogolioubovo)

- Notices d'autorité :   - VIAF
  - ISNI
  - BnF (données)
  - IdRef
  - LCCN
  - GND
  - Espagne
  - Pays-Bas
  - Pologne
  - Israël
  - NUKAT
  - Suède
  - Vatican
  - Australie
  - Norvège
  - Tchéquie
  - WorldCat